# Joseba Etxeberria
Joseba Andoni Etxeberria Lizardi [ʝoˈs̺eβa anˈdoni et͡ʃeˈberria̯ ʎiˈs̪̺aɾdi] (* 5. September 1977 in Elgoíbar, Provinz Gipuzkoa) ist ein spanischer Fußballspieler, der zuletzt bei Athletic Bilbao in der spanischen Primera División spielte. Er beendete nach der Saison 2009/10 seine Karriere.
Seine Stammposition war die des Rechtsaußen, allerdings konnte er auch im zentralen Sturm und im Mittelfeld eingesetzt werden.

## Karriere
Etxeberría begann seine Karriere 1993 bei Real Sociedad. Dort absolvierte er jedoch nur sieben Spiele für die erste Mannschaft. Er wechselte darauf zu seinem heutigen Klub Athletic Bilbao, was ein sehr komplizierter Transfer wurde, und Athletic zahlte schließlich 3 Mio. Euro für den Mittelfeldspieler. Damals war diese Summe die höchste bei einem Transfer eines unter 18-jährigen Spielers in Spanien. Mittlerweile ist er bei Bilbao als "El Gallo" ("Der Hahn"), wegen seiner konstanten Leistungen, bekannt. Er wurde auch zweiter Kapitän der Mannschaft.
In den 1990er Jahren und zu Beginn des neuen Jahrtausends noch eine tragende Säule bei Athletic und in der spanischen Nationalmannschaft, ließen Etxeberrias Leistungen in den letzten Jahren und damit auch sein Stellenwert im spanischen Fußball allerdings deutlich nach. Aus Loyalität zu seinem Verein Athletic Bilbao spielt er seine letzte Saison 2009/2010 ohne Gehalt.

### Nationalmannschaft
Nachdem der Baske bei der Junioren-WM 1995 Torschützenkönig wurde, wurde er in die spanische Nationalmannschaft einberufen. Er wurde bisher in 53 Spielen eingesetzt und erzielte dabei 12 Tore. Er nahm mit Spanien an der WM 1998 und den Europameisterschaften 2000 und 2004 teil.